# Celuak
Celuak is een bestuurslaag in het regentschap Bangka Tengah van de provincie Bangka-Belitung, Indonesië. Celuak telt 2081 inwoners (volkstelling 2010).